# Cabras, San Luis Potosí
Cabras är en ort i Mexiko.   Den ligger i kommunen Villa de Reyes och delstaten San Luis Potosí, i den centrala delen av landet, 300 km nordväst om huvudstaden Mexico City. Cabras ligger 2 033 meter över havet och antalet invånare är 196.
Terrängen runt Cabras är platt åt nordväst, men åt sydost är den kuperad. Cabras ligger nere i en dal. Runt Cabras är det ganska glesbefolkat, med 39 invånare per kvadratkilometer. Närmaste större samhälle är Carranco, 11,5 km sydost om Cabras. Omgivningarna runt Cabras är i huvudsak ett öppet busklandskap.